# La Grandière (bâtiment de transport)
Pour les autres navires du même nom, voir La Grandière (navire).
La Grandière (L9034) est un bâtiment de transport léger (BATRAL) français de la Marine nationale construit par les Ateliers français de l'Ouest. Lancé en 1985 et désarmé en 2016. Basé à la Réunion, il servit dans l'océan Indien. Son indicatif visuel est L9034 
Il est le quatrième navire de la marine nationale française à être nommé d'après le vice-amiral Pierre-Paul de La Grandière qui se distingua en 1866 parmi tous les amiraux gouverneurs qui se succédèrent en Indochine française.

## Historique et missions
Mis sur cale le 27 août 1984, lancé le 11 décembre 1985, il est admis au service actif le 21 janvier 1987. Basé au port de la Pointe des Galets, le principal port de l'île de La Réunion, un département d'outre-mer dans l'océan Indien, il porte le numéro de coque L9034 et est parrainé par la ville de Saint-Paul depuis le 12 mai 1990.
Au 13 novembre 2013, le Batral La Grandière se trouvait en opération de surveillance maritime dans l'océan Indien, au large de l'île de La Réunion en compagnie du patrouilleur de service public (PSP) Le Malin et de la frégate Nivôse.
Le 19 mai 2016 eut lieu l'ultime appareillage. Après des escales au Cap, à Boma, Dakar et Lisbonne il arriva à Brest le 11 juillet.
Après son désarmement en 2016, il fut amarré au port de Brest. Déplacé de l'autre côté de la rade, il sert désormais de brise-lames à Lanvéoc-Poulmic depuis novembre 2018.